# Pole miłości
Pole miłości lub Trudna miłość (ang. Love Field, 1992) – amerykański dramat filmowy w reżyserii Jonathana Kaplana. Film otrzymał nominację do Złotego Niedźwiedzia podczas MFF w Berlinie w 1993 roku.

## Fabuła
Akcja filmu rozpoczyna się w Dallas w 1963 roku. Lurene Hallet (Michelle Pfeiffer) jest sfrustrowaną codziennością gospodynią domową. Zafascynowana jest małżeństwem Kennedych - Jacqueline i Johnem. Zbiera wszelkie artykuły o nich, a sama upodobała sobie styl prezydentowej. Kiedy prezydent z żoną goszczą w Dallas, Lurene wychodzi na ulice i skanduje wraz z innymi ludźmi poparcie dla prezydenta. Gdy okazuje się, że Kennedy został śmiertelnie postrzelony, Lurene wbrew despotycznemu mężowi Rayowi (Brian Kerwin) wyjeżdża by wziąć udział w pogrzebie prezydenta. Podczas podróży autobusem Lurene poznaje ciemnoskórego Paula Catera (Dennis Haysbert), podróżującego wraz z 5-letnią córką. Okazuje się, że dziewczynka została uprowadzona z domu dziecka.

## Obsada
- Michelle Pfeiffer – Lurene Hallett
- Dennis Haysbert – Paul Carter
- Stephanie McFadden – Jonell
- Brian Kerwin – Ray Hallett
- Louise Latham – pani Enright
- Peggy Rea – pani Heisenbuttal
- Beth Grant – Hazel
- Johnny Ray – mechanik McGhee
- Cooper Huckabee – deputowany Swinson
- Troy Evans – Galvan
- Pearl Jones – pani Baker
- Janell McLeod – kasjer
- Bob Minor – policjant
- Rhoda Griffis – Jacqueline Kennedy
- Bob Gill – John F. Kennedy

## Nagrody
- Nagroda Akademii Filmowej:
  - nominacja dla Michelle Pfeiffer dla najlepszej aktorki pierwszoplanowej
- Złoty Glob:
  - nominacja dla Michelle Pfeiffer dla najlepszej aktorki w dramacie
- MFF w Berlinie:
  - Srebrny Niedźwiedź dla Michelle Pfeiffer dla najlepszej aktorki
  - nominacja do Złotego Niedźwiedzia dla Jonathana Kaplana